# Fartón
Il fartón (castiglianizzazione della parola valenciana fartó) è un dolce con glassa tipico della città di Alboraya (Spagna).
Questo dolce, tenero e soffice, è preparato per essere immerso in horchata, una bevanda rinfrescante a base di una pianta chiamata cipero (chufa in spagnolo).
Anche se la sua nascita si deve alla horchata, essendo un panino leggero e soffice (a base di olio di girasole e non di burro), si combina perfettamente con bevande calde come cioccolata calda o anche il caffellatte.
Gli ingredienti dei fartons sono farina di frumento, lievito, acqua, uova, zucchero, sale e olio vegetale. Sopra viene applicata una glassa a base di acqua tiepida e zucchero.

## Informazioni nutrizionali
I fartons sono preparati con olio di girasole senza conservanti e coloranti.
Le proprietà nutrizionali medie per 100g sono:
- Valore energetico: 372.6 kcal / 1559.1 kj
- Proteine: 9g
- Carboidrati: 58.8g
- Grassi:11.3g